# Chỉ định sai về xuất xứ
Trong luật tiêu dùng, việc chỉ định sai về xuất xứ xảy ra khi nhà sản xuất hoặc người bán nói dối về nước xuất xứ hoặc nhà sản xuất sản phẩm của mình. Ví dụ: nếu nhà sản xuất làm một sản phẩm và sau đó tuyên bố rằng đó là một sản phẩm thương hiệu cao cấp.
Trong luật pháp Hoa Kỳ, chỉ định sai về nguồn gốc được xác định bởi 15 U.S.C. § 1125.